# 2017 à Niue
Cet article présente les faits marquants de l'année 2017 à Niue.

## Évènements
- 4 mars : Élections législatives. Sir Toke Talagi demeure Premier ministre.
- 6 octobre : Le Premier ministre Toke Talagi annonce la création d'une aire marine protégée recouvrant 40 % de la zone économique exclusive du pays, pour un total de 126 909 km2. L'aire inclut le récif de Beveridge (en), habitat de nombreux requins gris de récif. La pêche commerciale y sera interdite, et l'aire sera surveillée au moyen de drones[1].